# Tripp Vinson
Tripp Vinson (...) è un produttore cinematografico statunitense.

## Biografia
Il film Una notte da leoni (2008) di Todd Phillips è in parte ispirato a un evento realmente accaduto a Vinson, amico e collega del produttore Chris Bender. Vinson fu dato disperso dopo un bachelor party a Las Vegas, dove si svegliò senza ricordare nulla dell'accaduto precedente in uno strip club, dove gli fu chiesto di pagare un conto molto salato. Il tutto accadde nel 2002, poco prima che Vinson sposasse Adriana Alberghetti.
Per il futuro è prevista l'uscita di Bobism, Journey 2: The Mysterious Island e un progetto annunciato di Benson Lee, per i quali Vinson servirà da produttore. Ha inoltre partecipato alla realizzazione del rifacimento di Alba rossa (1984) di Dan Bradley, la cui uscita, a causa dei problemi finanziari della MGM, è stato rinviata a data da destinarsi.

## Filmografia
- Ore 11:14 - Destino fatale (11:14) (2003)
- After the Sunset (2004)
- The Exorcism of Emily Rose (2005)
- The Guardian - Salvataggio in mare (The Guardian) (2006)
- Number 23 (2007)
- Soffocare (Choke) (2008)
- Viaggio al centro della Terra 3D (Journey to the Center of the Earth) (2008)
- Il rito (The Rite) (2011)
- Red Dawn - Alba rossa (Red Dawn), regia di Dan Bradley (2012)
- Battle of the Year - La vittoria è in ballo (Battle of the Year: The Dream Team) (2013)
- San Andreas, regia di Brad Peyton (2015)
- Premonitions (Solace), regia di Afonso Poyart (2015)
- The Prodigy - Il figlio del male (The Prodigy), regia di Nicholas McCarthy (2019)
- Murder Mystery, regia di Kyle Newacheck (2019)
- Finché morte non ci separi (Ready or Not), regia di Matt Bettinelli-Olpin e Tyler Gillett (2019)